# Diplomatic Immunity 2
Diplomatic Immunity 2 è il secondo album in studio del collettivo musicale hip hop statunitense The Diplomats, pubblicato nel 2004.

## Tracce
1. Stop-N-Go – 6:13 – Cam'ron & J.R. Writer
2. S.A.N.T.A.N.A. – 4:24 – Juelz Santana
3. Take 'Em To Church – 3:49 – Cam'ron & Juelz Santana
4. Get Use to This – 3:57 – Juelz Santana & J.R. Writer
5. Family Ties – 4:17 – Cam'ron, 40 Cal. & Hell Rell
6. Wouldn't You Like To Be A Gangsta Too? – 4:34 – Hell Rell
7. Get From Round Me – 4:19 – Cam'ron, Juelz Santana & Jha-Jha
8. Dutty Clap – 3:30 – Jim Jones & S.A.S.
9. I Wanna Be Your Lady – 4:12 – Cam'ron, J.R. Writer & Nicole Wray
10. 40 Cal. – 3:53 – 40 Cal. & S.A.S.
11. Melalin' – 3:59 – Bugs
12. So Free – 4:26 – Cam'ron & S.A.S.
13. Dead Muthafuckas – 3:30 – Cam'ron & Juelz Santana
14. Push It – 3:32 – Cam'ron, Jim Jones, Juelz Santana & J.R. Writer/Lil Wayne (Remix)
15. Aayoo-Iight – 3:52 – Cam'ron & Juelz Santana
16. Bigger Picture – 4:02 – Cam'ron & Juelz Santana
17. Crunk Muzik – 4:16 – Cam'ron, Jim Jones & Juelz Santana

## Classifiche
| Classifica (2004) | Posizione raggiunta |
| ----------------- | ------------------- |
| Stati Uniti       | 46                  |